# 奧爾維亞尼齊亞
51°29′31″N 26°31′0″E / 51.49194°N 26.51667°E
奧爾維亞尼齊亞（烏克蘭語：Орв'яниця），是烏克蘭西北部的村莊，隸屬里夫內州的薩爾內區。該村始建於1769年，面積2.19平方公里，海拔高度149米，2001年人口5,603，2019年人口1,821，人口密度每平方公里914.2人。